# چشم خروس حفره‌دار
چشم خروس حفره‌دار (نام علمی: Adonis scrobiculata) نام یک گونه از سرده چشم خروس است. جنس یا سرده چشم خروس در ایران ۷ گونه گیاه علفی یک ساله و چند ساله دارد. چشم خروس حفره‌دار یکی از این ۷ گونهٔ موجود در ایران است.